# Underclass Hero
Underclass Hero är Sum 41s femte studioalbum och släpptes den 24 juli 2007. Detta är också bandets första album utan sin tidigare gitarrist Dave Baksh.

## Låtar på albumet
1. Underclass Hero - 3:16
2. Walking Disaster - 4:46
3. Speak of the Devil - 3:58
4. Dear Father - 3:52
5. Count Your Last Blessings - 3:03
6. Ma Poubelle - 0:55
7. March of the Dogs - 3:09
8. The Jester - 2:48
9. With Me - 4:51
10. Pull the Curtain - 4:18
11. King of Contradiction - 1:40
12. Best of Me - 4:25
13. Confusion and Frustration in Modern Times - 3:46
14. So Long Goodbye - 3:01
15. Look at Me - 2:03 (gömd låt)
16. No Apologies - 3:01 (bonuslåt för Storbritannien och Japan-versionerna)
17. This Is Goodbye - 2:28 (bonuslåt för Japan versionen)
18. Take a Look at Yourself - 3:24 (bonuslåt - iTunes endast)

## Kuriosa
- March of the Dogs släpptes den 17 april 2007 hos alla digitala affärer, så som iTunes.
- Underclass Hero släpptes den 15 maj 2007.
- I låten Ma Poubelle sjunger Deryck på franska.
- March of the Dogs handlar om hur dum Deryck tycker att George W. Bush är.
- So Long Goodbye handlar om när Dave Baksh lämnade bandet.
- Den 14 juli 2007 läcktes hela albumet ut på nätet.
- Look at Me är en gömd låt på albumet.
- No Apologies är en extra låt som man endast får om man köper albumet i Storbritannien eller Japan.
- This Is Goodbye är en extra låt som man endast får om man köper albumet i Japan.
- Take a Look at Yourself är en extra låt som man endast får om man köper albumet via iTunes.
- Nu finns videon till With Me.